# Lepidopyrga viridimicta
Lepidopyrga viridimicta är en fjärilsart som beskrevs av George Francis Hampson 1910. Lepidopyrga viridimicta ingår i släktet Lepidopyrga och familjen nattflyn. Inga underarter finns listade i Catalogue of Life.